# 九角形

正九角形

九角形（きゅうかくけい、きゅうかっけい、くかくけい、くかっけい、英：nonagon、enneagon）は、多角形の一つで、9本の辺と9個の頂点を持つ図形である。内角の和は1260°、対角線の本数は27本である。

## 正九角形
正九角形においては、中心角と外角は40°で、内角は140°となる。一辺の長さがaの正九角形の面積Sは、
{\displaystyle S={\frac {9}{4}}a^{2}\cot {\frac {\pi }{9}}\simeq 6.18182a^{2}}
となる。
{\displaystyle \cos(2\pi /9)}を平方根と立方根で表すと、
{\displaystyle \cos {\frac {2\pi }{9}}={\frac {{\sqrt[{3}]{-4+4{\sqrt {3}}i}}+{\sqrt[{3}]{-4-4{\sqrt {3}}i}}}{4}}={\frac {{\sqrt[{3}]{-1+{\sqrt {3}}i}}+{\sqrt[{3}]{-1-{\sqrt {3}}i}}}{\sqrt[{3}]{2^{4}}}}={\frac {{\sqrt[{3}]{\frac {-1+{\sqrt {3}}i}{2}}}+{\sqrt[{3}]{\frac {-1-{\sqrt {3}}i}{2}}}}{2}}={\frac {{\sqrt[{3}]{\omega }}+{\sqrt[{3}]{\omega ^{2}}}}{2}}=0.766044443...}
正九角形は定規とコンパスによる作図が不可能な図形である。
正九角形の頂点を二つおきに線で結ぶと正三角形ができる。

## 正九角形の作図
ネウシス作図または角の三等分ツールを使うことにより作図可能である。
- トマホーク(Tomahawk)（英語版）[2]

トマホーク (幾何学)（角の三等分）を使った作図

- ネウシス作図（スライドと同時に回転が可能な目盛り付きの定規を用いる作図）（With a marked ruler）

正六角形をもとに目盛り付きの定規を用いて角の三等分を作図

## その他九角形に関する事項
- 性格を9種類に分類した表をエニアグラムというが、九角形を書く方法をエニアグラムと呼ぶ事もある。
- バハイ教の寺院は九角形である。